# Kecamatan Pangandaran
Kecamatan Pangandaran är ett distrikt i Indonesien.   Det ligger i provinsen Jawa Barat, i den västra delen av landet, 250 km sydost om huvudstaden Jakarta.